# 滕萨斯堂区 (路易斯安那州)
滕薩斯堂區（英語：Tensas Parish）是位於美国路易斯安那州東北部的一個堂區，東隔密西西比河與密西西比州相望，面積1,661平方公里。根據2020年美國人口普查，共有人口4,147人。治所聖若瑟（St. Joseph）。本堂區成立於1843年3月17日，名稱以居住於密西西比河沿岸的滕薩人命名。